# East Burke
East Burke es un lugar designado por el censo ubicado en el condado de Caledonia en el estado estadounidense de Vermont. En el año 2010 tenía una población de 132 habitantes.

## Geografía
East Burke se encuentra ubicado en las coordenadas 44°35′15″N 71°56′26″O / 44.58750, -71.94056.